# Patrik Carlgren
Patrik Carlgren (Falun, 8 de gener de 1992) és un futbolista suec que juga en la demarcació de porter per l'AIK Estocolm de l'Allsvenskan.

## Internacional
Va debutar amb la selecció de futbol de Suècia el 10 de gener de 2016 en un partit amistós contra Finlàndia que va finalitzar amb un resultat de 3-0 a favor del combinat suec després dels gols de Emil Salomonsson, Melker Hallberg i de Emir Kujović. En el minut 62 de la trobada va ser substituït per Jacob Rinne.

## Clubs
| Club         | País   | Any         | Partits | Gols |
| ------------ | ------ | ----------- | ------- | ---- |
| Falu FK      | Suècia | 2009 - 2011 | 25      | 0    |
| IK Brage     | Suècia | 2012 - 2013 | 23      | 0    |
| AIK Estocolm | Suècia | 2013 -      | 66      | 0    |